# ادیکاراهاتی
ادیکاراهاتی (به انگلیسی: Adikarahatti) یک منطقهٔ مسکونی در هند است که در کارناتاکا واقع شده‌است.